# Prasinocyma minutapuncta
Prasinocyma minutapuncta là một loài bướm đêm trong họ Geometridae.